# Schloss Hehenberg

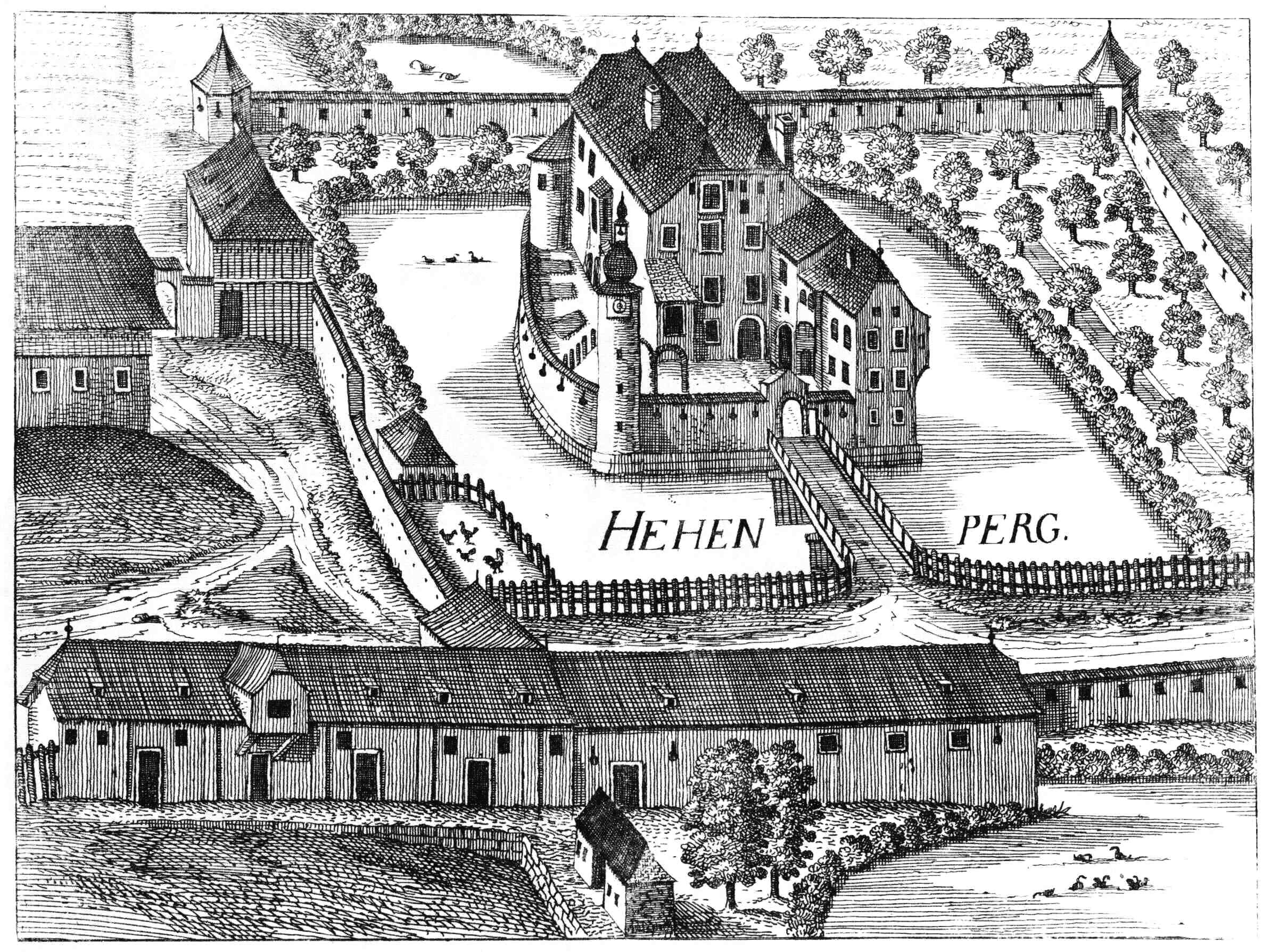
Schloss Hohenberg nach einem Stich von Georg Matthäus Vischer von 1674

Das abgegangene Wasserschloss Hehenberg lag im Ortsteil Hehenberg der Gemeinde Bad Hall im Bezirk Steyr-Land von Oberösterreich.

## Geschichte
Hehenberg (Hechenerg) erscheint 1270 erstmals in einem landesfürstlichen Urbar auf; der Besitz gehörte damals zum Burggrafenamt Steyr. 1289 werden Otto und Heinrich von Hehenberg erwähnt. Auch ein Dietrich von Hehenberg wird 1381 genannt. 1383 verlieh der Herzog Albrecht IV. von Österreich Hehenberg an Erhard Gleisser; dessen Tochter vermählte sich 1430 mit Hans Paumgartner. Zwischen 1481 und 1532 besaß die Familie Forster diese Herrschaft. Nachfolger wurde Erasmus von Hackelberg, dieser ließ das Schloss 1532 neu errichten und setzte hier als Pfleger seinen Vetter Christoph Huber ein. 1590 ging der Besitz durch einen Kauf an Nimrod von Kolnpöck. 1599 erwarb (Johann) Jakob von Grienthal Hehenberg. Auf ihn folgten 1629 bis 1680 Balthasar Kriechbaum und seine Söhne. Dann kam Hehenberg an Johann Matthias Castner von Sigmundslust, 1692 wurde Hehenberg durch den Salzburger Erzbischof Graf Ernst Thun erworben und zusammen mit Achleiten in einen Realfideikommiss eingebracht, der 1762 in einen Geldfideikommiss umgewandelt wurde. Das Schloss wurde bereits 1785 abgebrochen.
Die Besitzungen von Hehenberg wurden 1816 versteigert und kamen an Franz Iglseder. 1819 erwarb Franz Plank aus Linz den Besitz. 1880 folgte Ritter Ludwig von Boschan.

## Schloss Hehenberg heute
Die Lagestelle des Schlosses ist von einer Wiese bedeckt, Reste einer Teichanlage sind noch vorhanden. Dort befindet sich auch die ehemalige Taverne. Die weiteren Häuser sind aus der Zeit der Entstehung des Schlosses.